# Vähä Kiuskeri
Vähä Kiuskeri är en ö i Finland. Den ligger i kommunen Nystad i den ekonomiska regionen Nystadsregionen och landskapet Egentliga Finland, i den sydvästra delen av landet, 220 km väster om huvudstaden Helsingfors.
Öns area är 10 hektar och dess största längd är 0,75 kilometer i nord-sydlig riktning.